# Roger Parsons
Roger Parsons (* 31. Oktober 1926 in London; † 7. Januar 2017) war ein britischer Chemiker (Elektrochemie).

## Leben
Parsons war der Sohn eines Bäckermeisters und ging in London und Edmonton zur Schule. Er studierte Chemie am Imperial College London, erhielt dort 1947 seinen Bachelor-Abschluss mit Bestnoten und wurde 1948 bei John Bockris in Elektrochemie promoviert. Er war Lecturer am Imperial College, ging 1951 an die University of St. Andrews in Dundee (heute University of Dundee) unter Douglas Everett und folgte diesem 1954 an die University of Bristol, wo er Professor wurde. 1977 wurde er Direktor des Laboratoire d'Electrochimie Interfaciale des CNRS in Meudon. Von 1985 bis 1992 war er Professor für Chemie an der University of Southampton.
In der Elektrochemie befasste er sich mit Kinetik (besonders Wasserstoff-Entwicklung bei der Elektrolyse), Adsorptionsprozessen, Verwendung optischer Methoden in der Untersuchung von Prozessen an Grenzflächen, Elektrokapillarität, Prozessen an Elektroden aus Einkristallen und der Elektrochemischen Doppelschicht.
Parsons war seit 1965 Fellow der Royal Society. 1989 erhielt er den Liversidge Award der Royal Society of Chemistry, 2003 die Davy-Medaille. Er war Herausgeber des Journal of Electroanalytical Chemistry und erhielt die Olin Palladium Medal der Electrochemical Society. 1991 wurde er Präsident der Faraday Division der Royal Chemical Society.
Die Royal Society of Chemistry  verleiht zu seinen Ehren ab 2019 alle zwei Jahre die Roger Parsons Medal.